# Fernandezina maldonado
Fernandezina maldonado är en spindelart som beskrevs av Platnick, Grismado och Ramírez 1999. Fernandezina maldonado ingår i släktet Fernandezina och familjen Palpimanidae.
Artens utbredningsområde är Peru. Inga underarter finns listade i Catalogue of Life.